# Adetus fasciatus
Adetus fasciatus es una especie de escarabajo del género Adetus, familia Cerambycidae. Fue descrita científicamente por Franz en 1959.
Habita en Costa Rica, El Salvador y México. Los machos y las hembras miden aproximadamente 9,2-12,3 mm. El período de vuelo de esta especie ocurre en el mes de mayo.